# Форест-Гілл-Вілледж (Монтана)
Форест-Гілл-Вілледж (англ. Forest Hill Village) — переписна місцевість (CDP) в США, в окрузі Флетгед штату Монтана. Населення — 241 особа (2020).

## Географія
Форест-Гілл-Вілледж розташований за координатами 48°6′57″ пн. ш. 114°15′45″ зх. д. / 48.11583° пн. ш. 114.26250° зх. д. (48.115963, -114.262536).  За даними Бюро перепису населення США в 2010 році переписна місцевість мала площу 4,03 км², з яких 3,99 км² — суходіл та 0,04 км² — водойми.

## Демографія
Згідно з переписом 2010 року, у переписній місцевості мешкало 206 осіб у 99 домогосподарствах у складі 55 родин. Густота населення становила 51 особа/км².  Було 108 помешкань (27/км²).
Расовий склад населення:
| - 98,5 % — білих - 1,0 % — корінних американців - 0,5 % — азіатів |

До двох чи більше рас належало 0,0 %. Частка іспаномовних становила 1,9 % від усіх жителів.
За віковим діапазоном населення розподілялося таким чином: 16,5 % — особи молодші 18 років, 58,3 % — особи у віці 18—64 років, 25,2 % — особи у віці 65 років та старші. Медіана віку мешканця становила 50,0 року. На 100 осіб жіночої статі у переписній місцевості припадало 108,1 чоловіків;  на 100 жінок у віці від 18 років та старших — 107,2 чоловіків також старших 18 років.
Середній дохід на одне домашнє господарство  становив 34 031 долар США (медіана — 27 477), а середній дохід на одну сім'ю — 45 311 долар (медіана — 39 583). 
Цивільне працевлаштоване населення становило 146 осіб. Основні галузі зайнятості: виробництво — 44,5 %, роздрібна торгівля — 37,0 %, мистецтво, розваги та відпочинок — 10,3 %, науковці, спеціалісти, менеджери — 8,2 %.